# Seth Lundell
Seth Lundell (Uppsala, 18 aprile 1892 – Uppsala, 23 settembre 1966) è stato un micologo svedese.
Seth Lundell era il figlio del direttore di un birrificio, Karl Axel Villgott Lundell e di Anna Charlotta ÖStman. Dopo essersi diplomato alla Karolinska Higher General School di Örebro nel 1908, dal 1911 andò a lavorare come impiegato presso un ufficio postale e vi rimase fino al 1913.
Durante il servizio militare, Lundell contrasse la tubercolosi e durante la convalescenza dedicò gran parte del suo tempo alle passeggiate nei boschi, sviluppando il suo interesse per i funghi. 
Dal 1917 al 1934, Lundell lavorò a vari incarichi di auditing. Dopo aver conosciuto il micologo Lars Romell, si interessò alla parte scientifica dello studio dei funghi; in seguito conobbe anche Carl Mörner, che gli fece approfondire i suoi studi in micologia. 
Nel 1929-1934 fu impiegato dal Museo Svedese di Storia Naturale per organizzare l'erbario dei funghi di Lars Romell. Attraverso il contatto con John Axel Nannfeldt, nel 1939 fu organizzato per Lundell un incarico  presso il Museo botanico dell'Università di Uppsala, che risolse la difficile situazione finanziaria in cui versava all'epoca e allo stesso tempo gli diede accesso alle collezioni di funghi del museo e la possibilità di continuare gli studi sui funghi. 
Fu riconosciuto a livello internazionale attraverso l'opera Fungi exsiccati Suecici . 
Lundell aveva già proposto la pubblicazione di una raccolta di exsiccata basata su Elias Fries, poiché le sue descrizioni delle specie erano di riferimento per molti dei funghi svedesi. L'idea di Lundell poté finalmente essere realizzata nel 1934 con il sostegno dell'Elias Fries Committee e in collaborazione con John Axel Nannfeldt, e con questo lavorò fino alla sua morte. 
Nell'ambito dei suoi studi micologici Lundell ha descritto 13 nuovi funghi. 
Lundell divenne assistente al Museo Botanico dell'Università di Uppsala nel 1943, e vi fu curatore dal 1946 al 1960. Nel 1942 divenne dottore onorario in filosofia presso l'Università di Uppsala. 
Seth Lundell è sepolto nel vecchio cimitero di Uppsala.

## Funghi descritti
Di seguito alcune specie descritte da Lundell:
- Entoloma vernum S. Lundell, Svensk bot. Tidskr. 31: 193. (1937)
- Exidia cartilaginea S. Lundell & Neuhoff,  Pilze Mitteleuropas (Stuttgart) 2: 19 (1935)
- Odontia romellii S.Lundell, Symb. bot. upsal. 16 (no. 1): 124. (1958).
- Panaeolus semiovatus (Sowerby: Fries) Nannfeldt & S. Lundell, Fungi Exsiccati Suecici 11-12: 14 (no. 537) (1938)
- Tricholoma distinguendum S. Lundell, Fungi Exsiccati Suecici: no. 1101 (1942)
- Tricholoma flavovirens (Persoon: Fries) S. Lundell, Fungi Exsiccati Suecici 23-24: no. 1102 (1942)

## Pubblicazioni
- Lowe, J.L.; Lundell, S. (1956). The identity of Polyporus trabeus Rostk. Papers from the Michigan Academy of Science, Arts and Letters 41: 21-25, 3 figs.
- Lundell, S.; Nannfeldt, J.A. (1958). Fungi Exsiccati Sueciae Praesertim Upsalienses. Fascs 51, 52. Uppsala; Institute of Systematic Botany.
- Lundell, S.; Nannfeldt, J.A. (1936). Fungi Exsiccati Suecici, Praesertim Upsalensis. 201-300.
- Lundell, S.; Nannfeldt, J.A. (1943). Fungi Exsiccati Suecici, Praesertim Upsalienses Fascs 25-26.
- Lundell, S.; Nannfeldt, J.A. (1946). Fungi Exsiccati Suecici, Praesertim Upsalienses Fascs 27-28.
- Lundell, S.; Nannfeldt, J.A. (1947). Fungi Exsiccati Suecici, Praesertim Upsalienses Fascs 29-30.
- Lundell, S.; Nannfeldt, J.A. (1947). Fungi Exsiccati Suecici, Praesertim Upsalienses Fascs 31-32: 35 pp. [nos 1501-1600].
- Lundell, S.; Nannfeldt, J.A. (1948). Fungi Exsiccati Suecici, Praesertim Upsalienses Fascs 33-34: 36 pp. [nos 1601-1700].
- Lundell, S.; Nannfeldt, J.A. (1949). Fungi Exsiccati Suecici, Praesertim Upsalienses Fascs 35-36: 45 pp. [nos 1701-1800].
- Lundell, S.; Nannfeldt, J.A. (1950). Fungi Exsiccati Suecici, Praesertim Upsalienses Fascs 37-38: 46 pp. [nos 1801-1900].
- Lundell, S.; Nannfeldt, J.A.; Holm, L. (1985). Fungi Exsiccati Suecici, praesertim Upsalienses. Fascicle LXV (nos 3201-3250). Publications from the Herbarium, University of Uppsala, Sweden 17: 18 pp.
- Lundell, S.; Nannfeldt, J.A.; Holm, L. (1985). Fungi Exsiccati Suecici, praesertim Upsaliensis. Fasc. LXVI (nos 3251-3300). Publications from the Herbarium, University of Uppsala, Sweden 18: 17 pp.